# Hydrellia
Hydrellia is een geslacht van oevervliegen (Ephydridae).
De wetenschappelijke naam van het geslacht is voor het eerst geldig gepubliceerd in 1830 door Jean-Baptiste Robineau-Desvoidy. Het geslacht telt meer dan 200 beschreven soorten en komt in de meeste delen van de wereld voor.
Hydrellia is een geslacht van kleine vliegen, waarvan de soorten moeilijk van elkaar te onderscheiden zijn, wat Robineau-Desvoidy zelf al vermeldde in zijn werk Essai sur les Myodaires.
Het is ook een van de weinige geslachten van oevervliegen waarvan de larven in bladeren van waterplanten mineren alvorens te verpoppen. Hydrellia personata, een Noord-Amerikaanse soort,  doet dit zelfs bij klein kroos (Lemna minor).
Dit maakt van sommige Hydrellia kandidaten voor de biologische bestrijding van invasieve waterplanten. De Australische soort Hydrellia balciunasi is in de Amerikaanse staat Florida uitgezet om de verspreiding van de ingevoerde waterplant Hydrilla verticillata te bestrijden, een soort die veel voorkomt in Australië. Hydrellia lagarosiphon kan ingezet worden tegen Lagarosiphon major, een uit Zuid-Afrika afkomstige invasieve waterplant die zich in Ierland en verschillende andere Europese landen heeft verspreid.
Andere soorten, waaronder Hydrellia griseola en Hydrellia ischiaca zijn dan weer schadelijk omdat ze teelten als rijst of wilde rijst (Zizania) aantasten.

## Soorten
- H. advenae Cresson, 1934
- H. agitator Deonier, 1971
- H. ainsworthi Deonier, 1971
- H. alabamae Deonier, 1994
- H. albiceps (Meigen, 1824)
- H. albifrons Fallen, 1813
- H. albilabris (Meigen, 1830)
- H. amauropoda Frey, 1945
- H. americana Cresson, 1931
- H. amnicola Deonier, 1971
- H. amplecta Deonier, 1995
- H. apalachee Deonier, 1994
- H. argyrogenis Becker, 1896
- H. argyrostoma (Stenhammar, 1844)
- H. ascita Cresson, 1942
- H. asymmetrica Papp, 1983
- H. atroglauca Coquillett, 1910
- H. aurifer Cresson, 1932
- H. balciunasi
- H. bergi Cresson, 1941
- H. bicarina Deonier, 1995
- H. bilobifera Cresson, 1936
- H. biloxiae Deonier, 1971
- H. borealis Cresson, 1944
- H. bryani Deonier, 1995
- H. caesia (Stenhammar, 1844)
- H. caledonica Collin, 1966
- H. caliginosa Cresson, 1936
- H. cardamines Haliday, 1839
- H. cavator Deonier, 1971
- H. cessator Deonier, 1971
- H. cochleariae Haliday, 1839
- H. columbata Deonier, 1971
- H. concolor (Stenhammar, 1844)
- H. conformis Loew, 1869
- H. crassipes Cresson, 1931
- H. decens Cresson, 1931
- H. deceptor Deonier, 1971
- H. definita Cresson, 1944
- H. discursa Deonier, 1971
- H. fascitibia (Roser, 1840)
- H. flaviceps (Meigen, 1830)
- H. flavicornis (Fallen, 1823)
- H. flavicoxalis Cresson, 1944
- H. floridana Deonier, 1971
- H. formosa Loew, 1861
- H. frontalis Loew, 1860
- H. frontosa Becker, 1926
- H. fulviceps (Stenhammar, 1844)
- H. fusca (Stenhammar, 1844)
- H. geniculata (Stenhammar, 1844)
- H. gladiator Deonier, 1971
- H. griseola

Graanmineervlieg (Fallen, 1813)
- H. harti Cresson, 1936
- H. idolator Deonier, 1971
- H. insulata Deonier, 1971
- H. ischiaca Loew, 1862
- H. italica Canzoneri & Meneghini, 1974
- H. itascae Deonier, 1971
- H. johnsoni Cresson, 1941
- H. lagarosiphon
- H. lapponica (Stenhammar, 1844)
- H. lata Cresson, 1944
- H. laticeps (Stenhammar, 1844)
- H. limnobii Deonier, 1994
- H. maculiventris Becker, 1896
- H. manitobae Deonier, 1971

- H. maura Meigen, 1838
- H. mayoli Canzoneri & Rallo, 1996
- H. meigeni Zatwarnicki, 1988
- H. melanderi Deonier, 1971
- H. minutissima Papp, 1983
- H. morrisoni Cresson, 1924
- H. mutata (Zetterstedt, 1846)
- H. najadis Deonier, 1994
- H. nigricans (Stenhammar, 1844)
- H. nigriceps (Meigen, 1830)
- H. nobilis (Loew, 1862)
- H. notata Deonier, 1971
- H. notiphiloides Cresson, 1924
- H. nympheae (Stenhammar, 1844)
- H. obscura (Meigen, 1830)
- H. ocalae Deonier, 1995
- H. padi Canzoneri & Meneghini, 1985
- H. parafrontosa Papp, 1983
- H. penicilli Cresson, 1944
- H. personata Deonier, 1971
- H. pilitarsis (Stenhammar, 1844)
- H. platygastra Cresson, 1931
- H. pontederiae Deonier, 1994
- H. porphyrops Haliday, 1839
- H. proclinata Cresson, 1915
- H. proctori Cresson, 1934
- H. propinqua Wahlgren, 1947
- H. prudens Curran, 1930
- H. pubescens Becker, 1926
- H. pulla Cresson, 1931
- H. raffonei Canzoneri & Rampini, 1989
- H. ranunculi Haliday, 1839
- H. rixator Deonier, 1971
- H. saltator Deonier, 1971
- H. serena Cresson, 1931
- H. spinicornis Cresson, 1918
- H. stratiotae Hering, 1925
- H. stratiotella Wahlgren, 1947
- H. subalbiceps Collin, 1966
- H. subnitens Cresson, 1931
- H. surata Deonier, 1971
- H. suspecta Cresson, 1936
- H. svecica Zatwarnicki, 1988
- H. tarsata Haliday, 1839
- H. tenebricosa Collin, 1939
- H. thoracica Haliday, 1839
- H. tibialis Cresson, 1917
- H. tibiospica Deonier, 1995
- H. trichaeta Cresson, 1944
- H. valida Loew, 1862
- H. vidua Cresson, 1932
- H. wilburi Cresson, 1944